# Sorbopyrus
Arachnura là một chi thực vật có hoa trong họ Hoa hồng.